# Ladeco
Ladeco, S. A. — колишня чилійська авіакомпанія зі штаб-квартирою в міжнародному аеропорту Лос-Серрильйос (місто Сантьяго). Назва авіаперевізника є акронімом іспанської фрази Línea Aérea Del Cobre («Авіакомпанія міді»), з явним натяком на основний експортний продукт країни.

## Історія
Діяльність Ladeco почалася 1 листопада 1958 року з виконання рейсів з Сантьяго в Потреріллос, Каламу і Антофагасту. Протягом року компанія використовувала три літаки Douglas DC-3, надалі авіапарк розширювався в зв'язку з збільшенням кількості пасажирських і вантажних рейсів в-основному по центральній і північній частинах країни. У 1967 році Ladeco стає членом Міжнародної асоціації повітряного транспорту IATA. У 1994 році маршрутна мережа авіакомпанії включала в себе 49 міст Чилі та сусідніх з нею країн.
У 1994 році інша чилійська авіакомпанія LanChile (згодом змінила назву на LAN Airlines) придбала у власність 99,41 % акцій Ladeco і в 1998 році провела розподіл перевезень у своїй структурі: функції пасажирських перевезень були передані у новостворене підрозділ LAN Express, вантажні перевезення — у підрозділ LAN Cargo. Філія LAN Express при цьому отримав всі внутрішні маршрути Ladeco, а філія LAN Cargo — код Ladeco (UC) в Асоціації IATA.
Операційна діяльність під маркою Ladeco повністю припинено 25 квітня 1996 року.

## Флот
На момент поглинання авіакомпанією LanChile флот Ladeco складався з 15 літаків:
- Airbus A300
- Boeing 727-100
- Boeing 737-200
- Boeing 737-300
- Boeing 757-200

## Маршрутна мережа

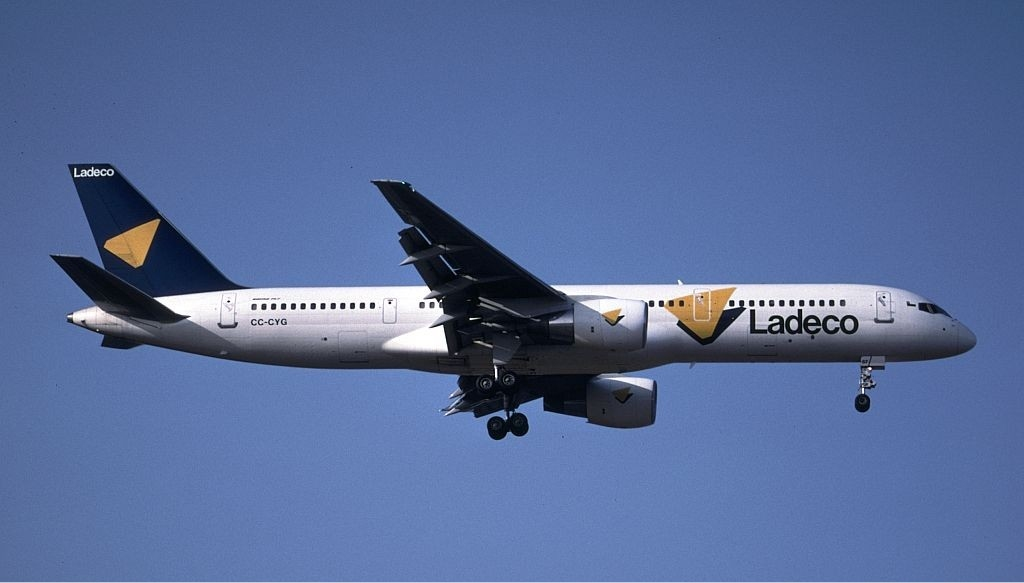
Boeing 757 авіакомпанії Ladeco в міжнародному аеропорту Балтімор/Вашингтон імені Маршалла Таргуда

### Внутрішні маршрути
- Чилі
  - Аріка — Міжнародний аеропорт Чакаллута
  - Ікіке — Міжнародний аеропорт імені Дієго Арасени
  - Антофагаста — Міжнародний аеропорт Сьерро Морено
  - Калама — Міжнародний аеропорт Ель-Лоа
  - Ель-Сальвадор — Аеропорт імені Рікардо Гарсії Посади
  - Копіапо — Аеропорт Чамонате
  - Ла-Серена — Аеропорт Ла-Флорида
  - Вінья-дель-Мар — Аеропорт Торквемада
  - Сантьяго — Міжнародний аеропорт імені коммодора Артуро Меріно Бенітеса
  - Консепсьйон — Міжнародний аеропорт Каррьел-Сур
  - Лос-Анхелес — Аеропорт імені Марії Долорес
  - Темуко — Аеропорт Маквеху
  - Вальдівія — Аеропорт Пичой
  - Осорно — Аеропорт Осорно
  - Пуерто-Монт — Аеропорт Ель-Тепуаль
  - Балмаседа — Аеропорт Балмаседа
- Пунта-Аренас — Міжнародний аеропорт імені президента Карлоса Ібаньєса дель Кампо

### Міжнародні маршрути
- Канада
  - Монреаль — Міжнародний аеропорт Монреаль імені П'єра Елліота Трюдо
- США
  - Маямі — Міжнародний аеропорт Маямі
  - Нью-Йорк — Міжнародний аеропорт імені Джона Кеннеді
  - Балтимор/Вашингтон — Міжнародний аеропорт Балтимор/Вашингтон імені Таргуда Маршалла
- Мексика
  - Канкун — Міжнародний аеропорт Канкун
  - Мехіко — Міжнародний аеропорт імені Беніто Хуареса
- Домініканська Республіка
  - Пунта-Кана — Міжнародний аеропорт Пунта-Кана
  - Санто-Домінго — Міжнародний аеропорт Лас-Амерікас
- Панама
  - Панама — Міжнародний аеропорт Токумен
- Колумбія
  - Богота — Міжнародний аеропорт Ель-Дорадо
- Еквадор
  - Гуаякіль — Міжнародний аеропорт імені Хосе Хоакіна де Ольмедо
- Гватемала
  - Гватемала — Міжнародний аеропорт Ла-Орора
- Ямайка
  - Монтего-Бей — Міжнародний аеропорт імені Сангстера
- Коста-Рика
  - Сан-Хосе — Міжнародний аеропорт імені Хуана Сантамарії
- Куба
  - Гавана — Міжнародний аеропорт імені Хосе Марті
- Аргентина
  - Буенос-Айрес/Есейса -Міжнародний аеропорт імені міністра Пістаріні
  - Мендоса — Міжнародний аеропорт імені генерала Франсиско Габріелли
  - Сальта — Міжнародний аеропорт імені Мартіна Мігеля де Гуемеса
  - Сан-Мігель-де-Тукуман — Міжнародний аеропорт імені генерала Бенхаміна Матьєнсо
  - Сан-Хуан — Аеропорт імені Домінго Фаустіно Сармьєнто (через Ла-Серену)
  - Ушуая — Міжнародний аеропорт Малвінас-Аргентінас (через Пуерто-Монт і Пунта-Аренас)
  - Комодоро-Рівадавія — Міжнародний аеропорт імені генерала Енріке Москоні (через Балмаседу)
  - Неукен — Міжнародний аеропорт імені президента Перона (через Темуко)
- Парагвай
  - Асунсьйон — Міжнародний аеропорт імені Сільвіо Петтроссі
- Бразилия
  - Сан-Паулу — Міжнародний аеропорт Сан-Паулу Гуарульйос
  - Ріо-де-Жанейро — Міжнародний аеропорт Галеан
  - Салвадор-де-Бахіа — Міжнародний аеропорт імені депутата Луїса Едуардо Махальяеса
- Уругвай
  - Монтевідео — Міжнародний аеропорт Карраско

## Авіаподії і нещасні випадки
- 8 квітня 1968 року. Літак Douglas C-49K (реєстраційний CC-CBM), який прямував регулярним рейсом з аеропорту Лос-Серрильйос в аеропорт Балмаседа, зазнав аварії при заході на посадку в пункті призначення. Загинули 36 осіб, що знаходилися на борту[3].